# Excirolana natalensis
Excirolana natalensis là một loài chân đều trong họ Cirolanidae. Loài này được Vanhoeffen miêu tả khoa học năm 1914.